# Campanula shetleri
Campanula shetleri är en klockväxtart som beskrevs av Lawrence Ray Heckard. Campanula shetleri ingår i släktet blåklockor, och familjen klockväxter. Inga underarter finns listade i Catalogue of Life.

## Bildgalleri

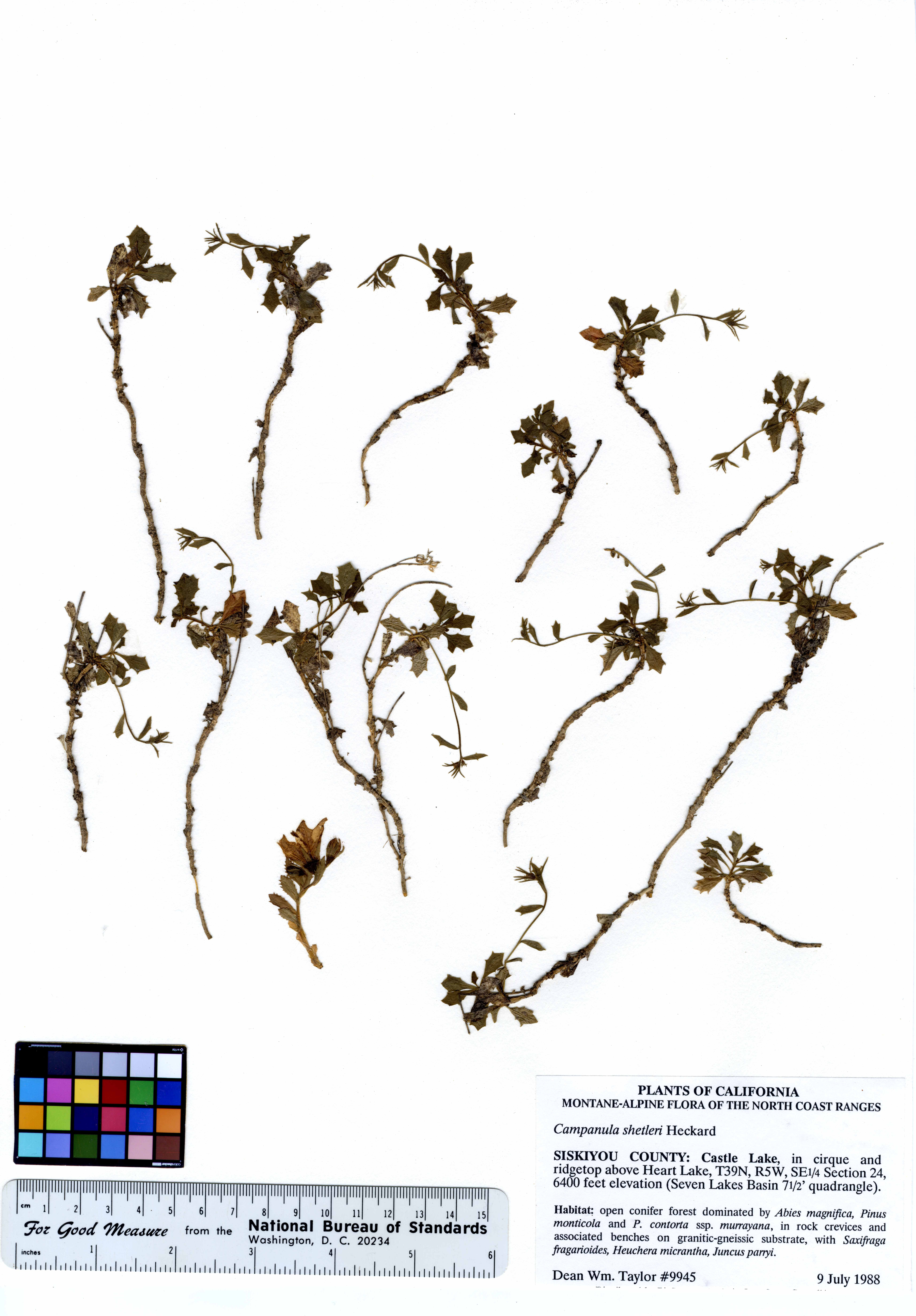